# Le Translay

Le Translay este o comună în departamentul Somme, Franța. În 1 ianuarie 2022 avea o populație de 234 de locuitori.